# Князев, Иван Александрович (боксёр)
Ива́н Алекса́ндрович Кня́зев (7 марта 1913, Калужская губерния — 10 января 1997, Санкт-Петербург) — советский боксёр полулёгкой весовой категории, выступал за сборную СССР в 1940-е годы. Пятикратный чемпион Советского Союза, одиннадцатикратный чемпион Ленинграда, заслуженный мастер спорта. Также известен как тренер, судья на ринге, спортивный функционер. Участник Великой Отечественной войны.

## Биография
Иван Князев родился 7 марта 1913 года в Калужской губернии, но в месячном возрасте родители привезли его в Санкт-Петербург, где он прожил практически всю свою жизнь. Активно заниматься боксом начал в возрасте пятнадцати лет на ленинградском стадионе КСИ под руководством легендарного Эрнеста Лусталло, позже продолжил подготовку у тренера Алексея Уверского. До 1941 года стал многократным чемпионом Ленинграда, успешно участвовал во многих турнирах, оттачивал технику, совершенствовал тактику бокса, вырабатывал свой индивидуальный стиль ведения поединков. На соревнованиях представлял добровольное спортивное общество «Водник».
С началом Великой Отечественной войны Князев — рабочий завода «Промет» (Наркомата местной промышленности РСФСР) — был мобилизован в ряды Красной Армии, в войска противовоздушной обороны. Будучи квалифицированным орудийным мастером, защищал балтийское небо от налётов вражеской авиации. В 1944 году участвовал в первом послеблокадном матче между командами боксёров Центрального дома Красной Армии (ЦДКА, Москва) и Дома Красной Армии (ДКА, Ленинград). За участие в боевых действиях награждён орденом Красной Звезды, орденом Отечественной войны II степени, медалями «За боевые заслуги», «За оборону Ленинграда», «За победу над Германией».
После окончания войны продолжил тренироваться, в 1945 году впервые стал чемпионом СССР в полулёгком весе, впоследствии защитил этот титул ещё четыре раза. В 1951 году завершил карьеру спортсмена, всего в его послужном списке 128 боёв, из них 103 окончены победой (в том числе 6 побед на 8 международных встречах). За достижения в спорте удостоен почётных званий «Заслуженный мастер спорта» и «Выдающийся боксёр».
В послевоенные годы окончил Высшую школу тренеров и Государственный дважды орденоносный институт физической культуры имени П. Ф. Лесгафта, поэтому, покинув ринг, занялся преподавательской деятельностью. Работал на кафедре бокса, фехтования и тяжёлой атлетики в ГДОИФК, последовательно занимал должности преподавателя, доцента и в течение пяти лет исполнял обязанности начальника кафедры. В 1960-х годах был начальником кафедры Военного института физической культуры (ВИФК). Одновременно в разные годы был тренером по боксу в ДСО «Водник», «Спартак», «Труд», в Ленинградском военно-топографическом командном училище (ЛВТКУ).
Как тренер воспитал призёра Спартакиады народов СССР Ю. Крылова, призёра чемпионата СССР В. Глушкова, в период 1972—1976 был председателем тренерского совета Ленинграда, председателем президиума Федерации бокса Ленинграда, за достижения на тренерском поприще удостоен звания «Заслуженный тренер РСФСР». Написал автобиографическую книгу «Раунды моей жизни».
Умер 10 января 1997 года, похоронен на Северном кладбище в Санкт-Петербурге.

## Интересные факты
- Князев исполнил эпизодическую роль в художественном фильме «Запасной игрок» (1954), сыграв судью на ринге. Также по просьбе режиссёра консультировал актёров во время съёмок.